# Дубровенский строй
Дубровенский строй — традиционный комплекс белорусской народной одежды в Подвинье. Бытовал в XIX — начале XX вв. преимущественно в Витебской области, частично на Смоленщине. В Дубровенском строе преобладали голубые краски и мелко клетчатые узоры в поясной одежде.

## Женская одежда
Старинный женский костюм состоял из рубашки, юбки (андарак, самотканка), льняного фартука, юбки с пришивным лифом и поясом (саян — наподобие платья без рукавов). Праздничную рубашку кроили с прямыми плечевыми вставками, будничную и нижнюю — туникоподобной. Разрез размещался в центре груди, стоячий воротник (1,5 — 3 см) зашпиливался шпонкой или пуговицей, мог также застегиваться красной лентой. Отделка отличалась полихромностью: узорное ткачество, вышивка соединилась с разноцветными аппликациями, каймой, вставками из красной либо синей крашеной ткани или кумача. Красный орнамент (строгие геометрические формы, звезды с большим числом лучей, растительные узоры) дополнялся голубым, чёрным, жёлтым. Головные уборе женщины — косынки, чепцы.

## Мужская одежда
Мужской костюм состоял из рубашки, штанов, пояса. Как мужской, так и женской верхней одеждой могли быть армяк, свита, бурка, кожух.